# Замок Расфельд
 Замок Расфелд — архітектурний ансамбль, який розташований у Вестмюнстерленді на північному заході землі Північний Рейн-Вестфалія. Місто Расфелд є окружним муніципалітетом округу Боркен в адміністративному районі Мюнстер. Назва Расфелд означає як саме поселення, так і всю громаду. Расфелд є єдиним безмитним муніципалітетом в Північний Рейн-Вестфалії з 1994 року.

## Розташування

Місцезнаходження муніципалітету Раесфелд в районі Боркен

Расфелд розташований в регіоні Липпе-Іссель-Нідеррайн в природному парку Хое-Марк-Вестмюнстерланд.
Муніципалітет Расфелд включає такі села: Расфелд, Гомер, Олдер і північну частину минулого муніципалітету Овербек. Крім того, є об'єднання Свобода, Вінкельшульт, Вестріх, Гомер, Бринк, Мельманн, Фемейш, Страус, Брук и Лехте.
Расфелд вперше було згадано в 889 році як «Гротфусфельд» у реєстрі Верден. До 1117 на північ від маленького села в середині недоступної болотистої місцевості був побудований замок на пагорбах, названий замок-кретчер.
Невелике містечко, в якому проживає 11000 мешканців розташоване в західній Німеччині.

## Історія
Багато століть життя комуни Расфелд, що входить до складу району Боркен пов'язана з замком Расфелд. Замок на воді Расфелд спочатку був побудований для захисту від набігів ворожих сусідів в болотистому місці. Його історія сягає в початок XII століття. Перша будівля була дерев'яною з колод частоколом. У XIV столітті Бюттер I фон Расфелд (Bytter I. von Raesfeld) побудував новий замок з двома кутовими вежами і започаткував рід фон Расфелд. Надалі замок передавався у спадок роду фон Раесфелд. На початку XVI століття спадкоємиця Маргарет фон Расфелд вийшла заміж за Германа VIII фон Фелен. Їхній син, Герман фон Велен (1516—1584), був дростом в Емстланді і служив у князя-єпископа гофмаршалом. Його сини, за рішенням імперського камерального суду в 1585 році, успадкували замок Расфелд. З переходом у володіння сім'ї фон Велен пішов період розквіту замку. Він постійно поліпшувався і, як наслідок, Олександр II фон Велен в 1643—1658 роках звів чудовий і престижний палац, яким він і зберігся до сьогоднішніх днів. Вежа замку заввишки 52,5 метра є найвищою серед замків в Вестфалії.
Першим відомим лордом замку був у 1170 Рабодо з гір. Він, ймовірно, також був засновником церкви Расфелда, навколо якої побудовано нинішнє село. Незабаром після продажу замку лицарю Симону Гемену в 1259 році замок згорів. Замість цього, Симон побудував новий замковий комплекс на місці нинішнього замку, а потім назвав себе Симоном Расвелде. Нащадки Симона фон Расфелда прожили на території села Раесфелд близько 300 років. Іоанн II з Расфелда став новим лордом замку після смерті свого батька. Він був знаний як барон-грабіжник, а принц-єпископ Мюнстерський Отто IV відкрито назвав його грабіжником (роки правління 1375—1443). Після 1446 року Біттер II Раесфелда (1410—1489 / 90) був володарем замку в Расфелді. Спадкоємцем став його син Іоанн III з Раесфелда (близько 1450—1500 рр.).
• Суперечка про спадкування.
З 1523 Іоанн IV фон Расфелд (1492—1551) був єдиним власником замку. Влітку 1532 Іоанн IV був обраний головнокомандувачем кінної імперської армії і переїхав до Відня для захисту імператорського міста в турецькій війні. Влітку 1551 Іоанн IV помер «поспішною смертю», коли його вдарив падаючий важкий залізний прут. Його вдова вийшла заміж в 1558 році за Госліна фон Расфельда (1494—1579 / 80), який був далеким родичем її померлого чоловіка. 1585 року вищий німецький суд присудив замок лордам Велена і припинив суперечку про спадкування.
• Падіння Імперського повіту.
Олександр II урочисто передав у спадок майно своєму сину Фердинанду Готфріду. Але вже в 1664 році він таємно продає власність замку лорду Бургхарду фон Вестерхольту, щоб погасити власні борги. Після його смерті в 1675 році Фердинанд Готфрід, все-таки став єдиним лордом. Після смерті подружжя Готфрід в 1685 році, замок перейшов у спадок їх сину Олександру Отто.
1717 рік — спадкоємецем замку в Расфелді був Олександр IV. Він залишив належний спадок своєму дядькові Крістофу Отто фон Велену (1671—1733). Крістоф Отто часто бував в Нідерландах, тому він, ймовірно, використовував свого племінника Олександра IV і Валлонія Філіпа, як стюардів. У травні 1733 року в Брюсселі помер Крістоф Отто, не залишивши спадкоємця. Він був похований в склепі, але його серце було збережено в свинцевій капсулі і доставлено в Расфелд, щоб сховати в сімейному сховищі каплиці замку.
• Сільськогосподарська земля.
У 1822 році барон Ігнац фон Ландсберг-Велен купив вестфальську власність. Новий володар використовував будівлі замку для вирощення сільськогосподарського товару. Зарослий парк був перетворений в сільськогосподарські угіддя. Обложені будівлі, такі як арсенал і сторожова палата були зруйновані. Також північна кругла вежа замку була розірвана, за винятком залишків п'єдесталу. У Лицарській залі тепер зберігалися запаси зерна, а кімнати були відведені для худоби.
Після закінчення Першої світової війни замок був частково зруйнований.
У 1927 році фермер Генріх Альбермайер орендував садибу Расфелд, та за підтримки провінційного уряду зробив ремонт.
• Федеральний замок Федеративної Республіки Німеччини.
Німецька федерація, а саме союз католицьких студентів вищих навчальних закладів, орендували у 1929 році замок Расфелд. На прилеглих до замку територіях було побудоване наметове містечко на 500 осіб.
Вже в 1942 році асоціація ремісників Расфелду придбала замок. Це була пошкоджена війною і стара споруда.
Сьогодні замок Расфелд займає близько 14 гектарів землі та належать 7 палатам ремесел Північної Рейн-Вестфалії і Західнонімецькій палаті ремесел. З 1952 головний замок був місцем, яке визнане, як навчальний заклад — Academy of Handwerks. Навчання спрямоване перш за все на ремісничу діяльність.

## Архітектура замку
• Загальний вигляд.

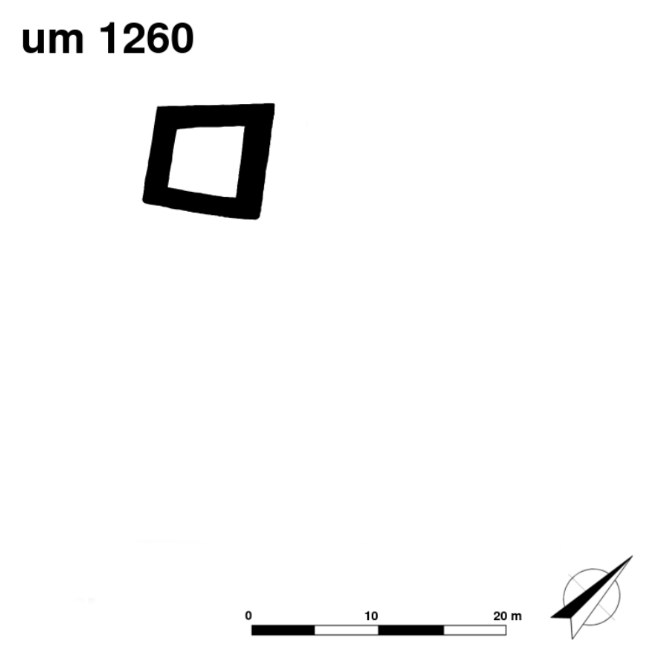
Приблизне планування замку в 1260 році, за правління лорда Симона

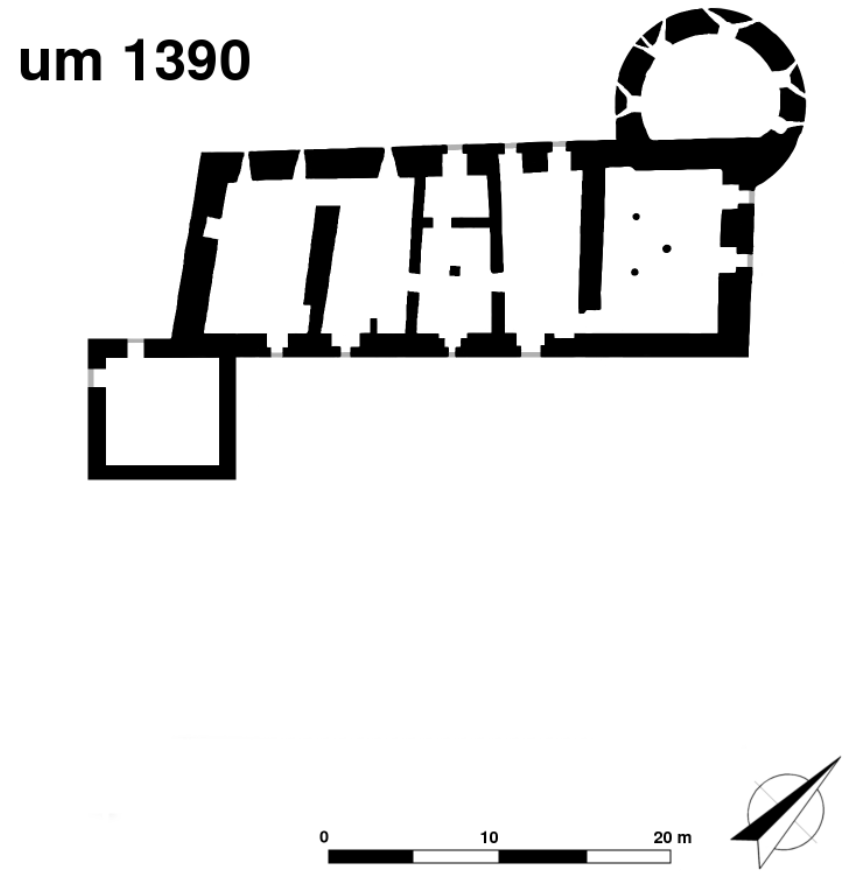
Планування замку за правління Іоанна ІІ

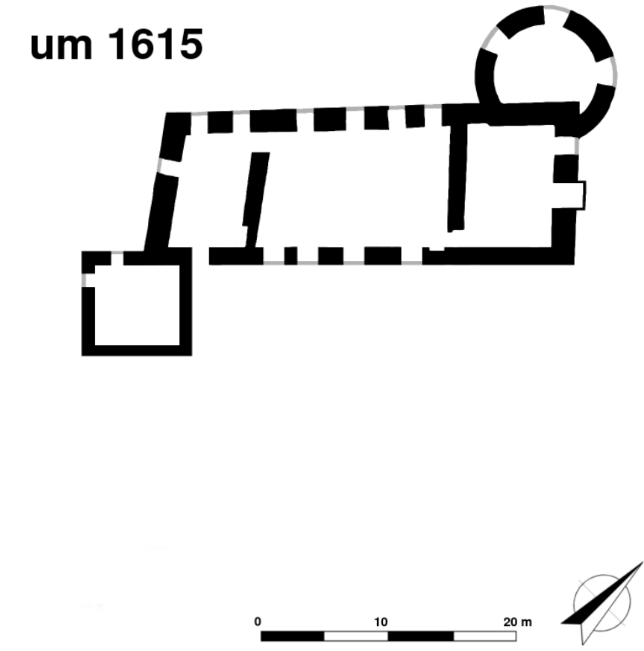
Планування замку в 1615 році. Майже без змін від часів правління Іоанна ІІ

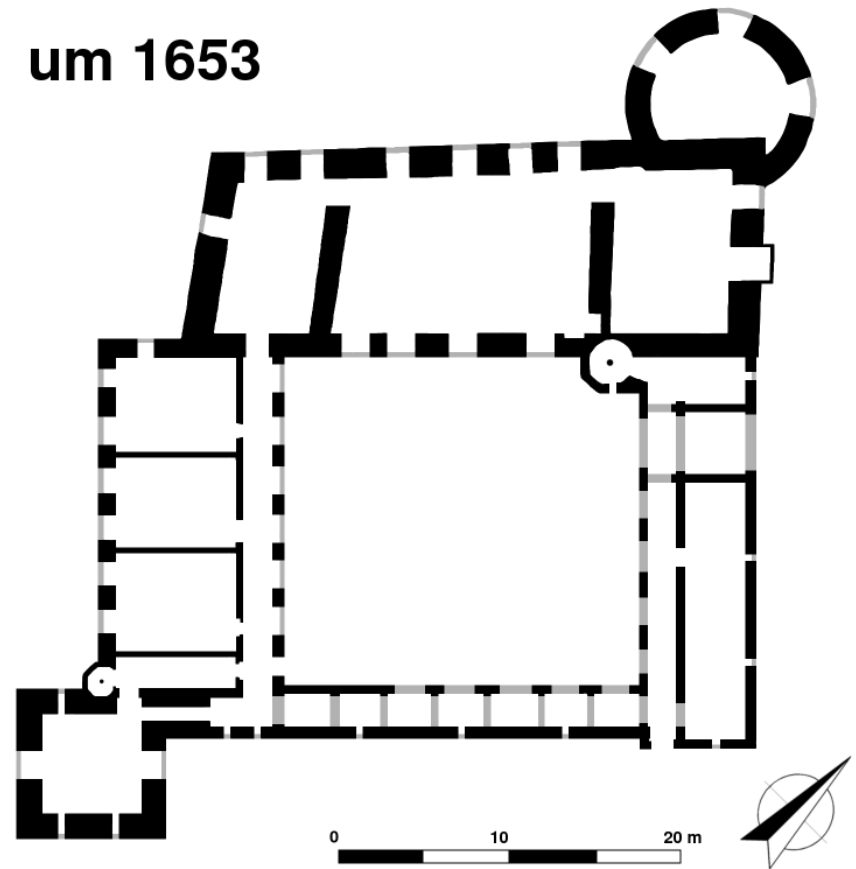
Планування замку за правління Олександра ІІ і Фердинанда Готфріда

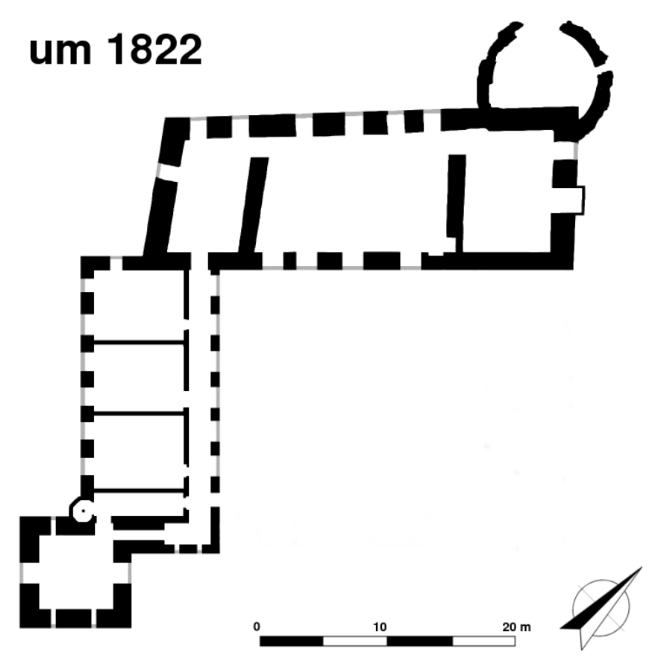
План замку, експлуатованого як сільськогосподарські приміщення

Комплекс замку складається з центрального замку, зовнішнього замку, допоміжної забудови навколо нього і каплиці. Рів відокремлює частини будівлі, які спочатку були приєднані лише за допомогою мостових тросів. Історик Річард Клапек писав: 
```
«З півдня весь комплекс формує вражаючу картину чудово збалансованих будівельних мас. Ніде не було композиційного безладу, попри приголомшливі вертикальні вежі. Загальна картина дихає тільки рівновагою і спокоєм».
```

Розкопки та дендрохронологічні дослідження 1950-1960-х років показали, що приблизно у 1117 році був побудований дерев'яний замок з вежами та ровами. Ймовірно, у 1259 році дерев'яний замок згорів. Він не був відновлений і був непридатним для життя. Замість нього на місці сучасного замку був побудований кам'яний замок. Він мав форму нерегулярного прямокутника з завдовжки 8,60 м і завширшки 9,30 м. У північно-західному куті північного крила збереглися верхні частини замку. Це стіна завтовшки 1,80 м з щебеню і вапняного розчину.
В кінці XIV століття замок був двоповерховим і мав приблизно 30,2 м в довжину і 12,4 м в ширину. Також був доповнений квадратною вежею на південному куті і круглою баштою на діагонально протилежному куті на півночі.
Західне крило замку розділене по висоті декількома смугами звичайних кам'яних перегородок, які розділяють його по вертикалі. На першому поверсі вони увінчані трикутними фронтонами, серед яких поперемінно з'являються скульптури ангелів. На другому поверсі — подвійні арки на вікнах та карниз, який підтримують консолі. Рельєфні дуги над вікнами підвалу, як і на вищих рівнях вежі, виконані як прості напівкруглі арки, з різьбленого піщанику. Внутрішня частина західного крила має характерний дизайн. Коринфські капітелі між вікнами прикрашають поперемінно ангели і волюти. П'єдестали прикрашені левиними головами.
• Парк і зоопарк при замку.
На північ від замку знаходиться прямолінійний у плані парк. Створенням парку займалися французькі садівники. Частина парку слугувала, як сад для вирощення харчових продуктів. У західній частині замку за часів Олександра II з Велена був зоопарк, побудований у 1653 році. З метою створити цей зоопарк, площу близько 100 га було огороджено п'ятикілометровими озелененими палісадами. В зоопарку дозволялося полювати на диких кабанів, козуль та оленів, проте види екзотичних тварин були збережені.
• Карта Йохана Райнера Осінга, 1729.
На початку 1990-х років була знайдена карта Йохана Райнера Осінга з 1729 року. Розглядаючи карту, можна дійти висновку, що замок в Расфелді — є одним з найстаріших збережених палацових садів Ренесансу в Німеччині.
Ідея повернення зоопарку в первинний вигляд вважалась утопічною фантазією. Але в 2004 році була укладена угода некомерційною організацією Tiergarten Castle Raesfeld про реалізацію «непосильного» проєкту за 25 років.
За певний проміжок часу зоопарк був перероблений відповідно до концепції каркаса знаменитого ландшафтного архітектора Герда Ауфмколька. Він сказав, що не «реконструкція допоможе зберегти пам'ятник, а скоріше залишити видимість світу епохи Відродження». Таким чином, фруктові дерева були пересаджені. А деякі райони були очищені, групи дерев вирубані для створення відкритих просторів, які мають слугувати посівним майданчиком — для харчування козуль, оленів, які можуть вільно переміщатись всією територією зоопарку, оточеній сучасним захисним огородженням.
Зоопарк як і раніше відкритий для публіки і служить зоною відпочинку. До нього можна дістатися круговими пішохідними стежками. 

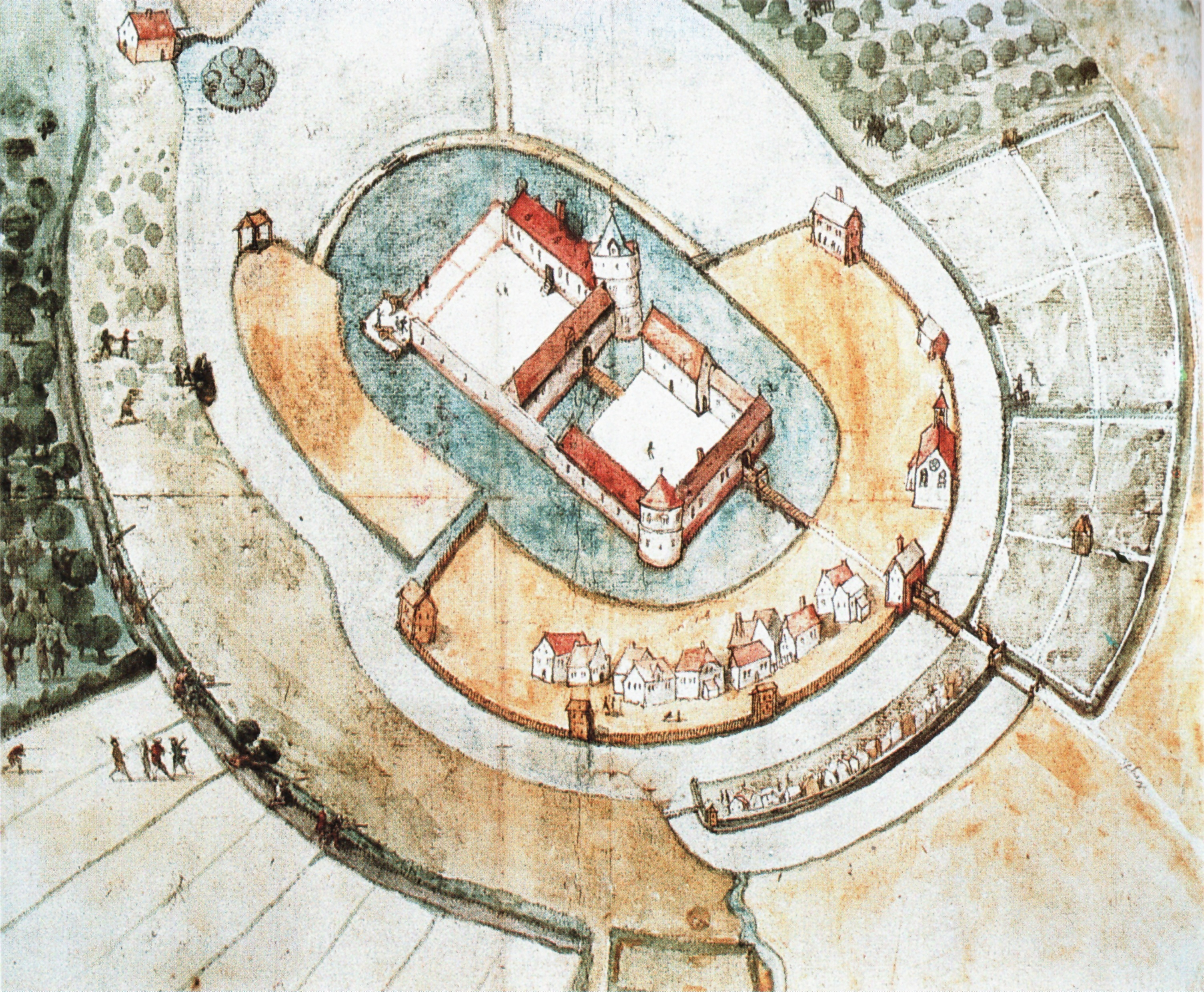
Південно-східний вид на Бург Расфельд (1590 рік)
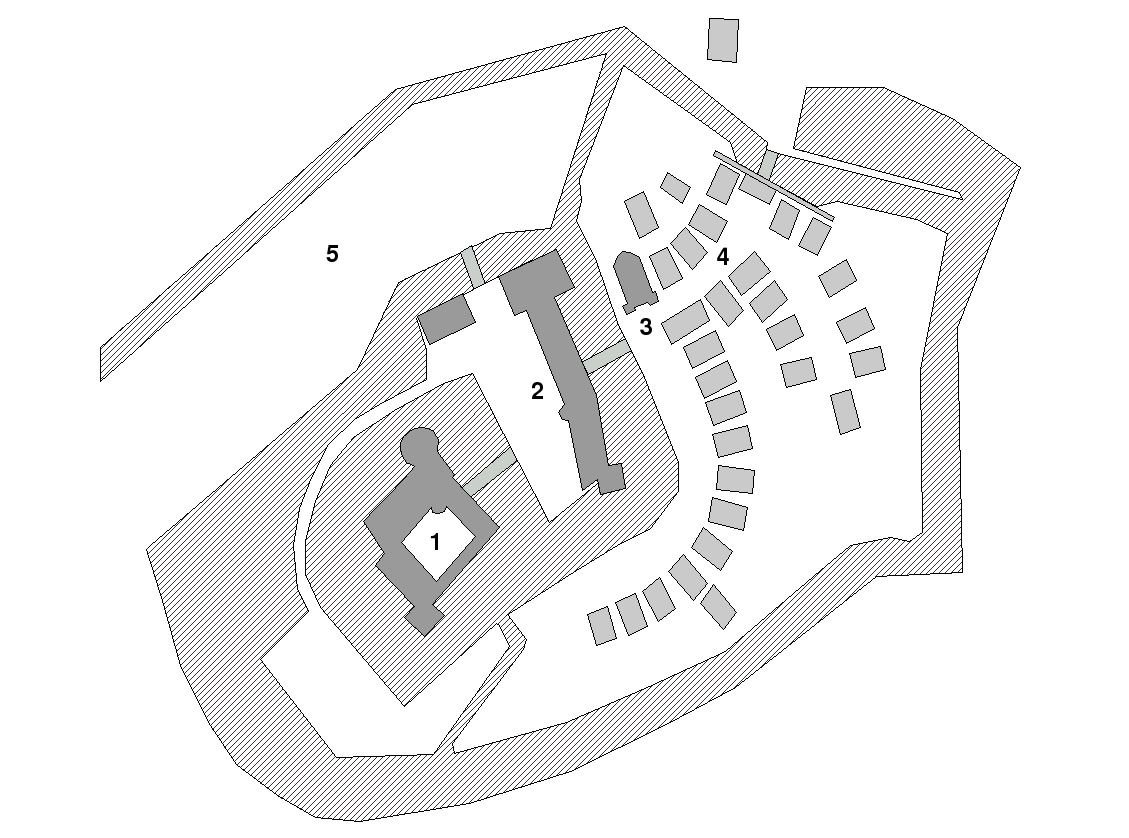
План території замку близько 1729 р., 1 — Верхній замок, 2 — Зовнішній замок, 3 — Каплиця замку, 4 — Замок свободи, 5 — Замковий парк.
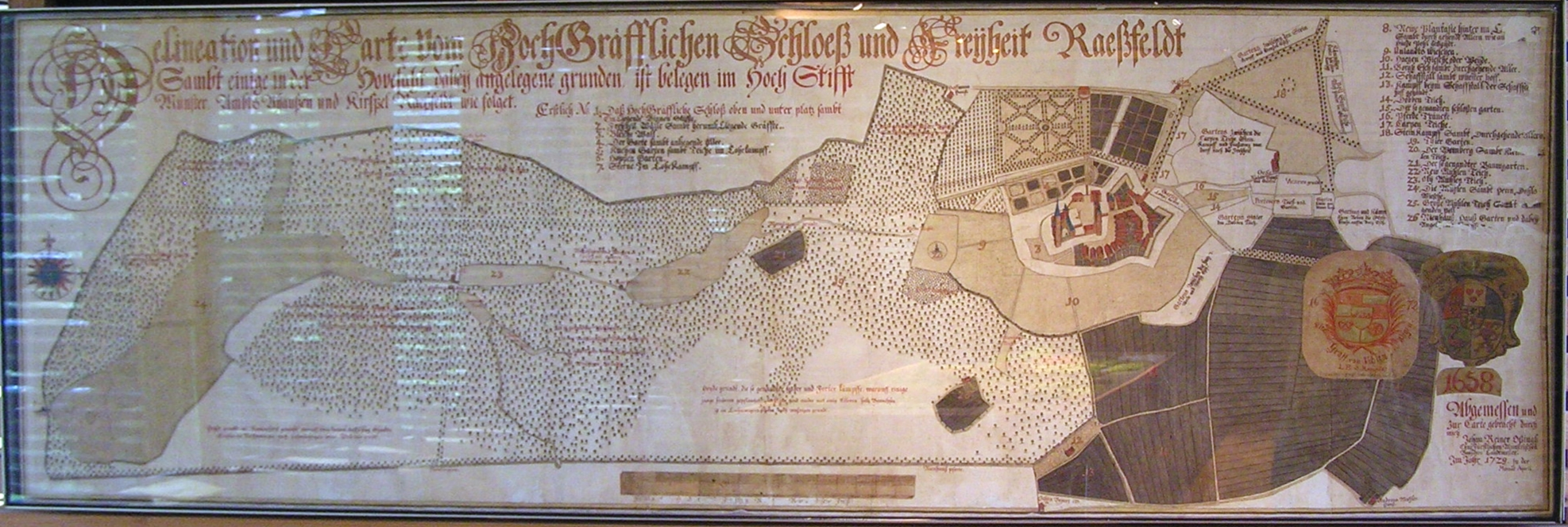
Карта Замку і зоопарку. Йохан Райнер Осінг, 1729
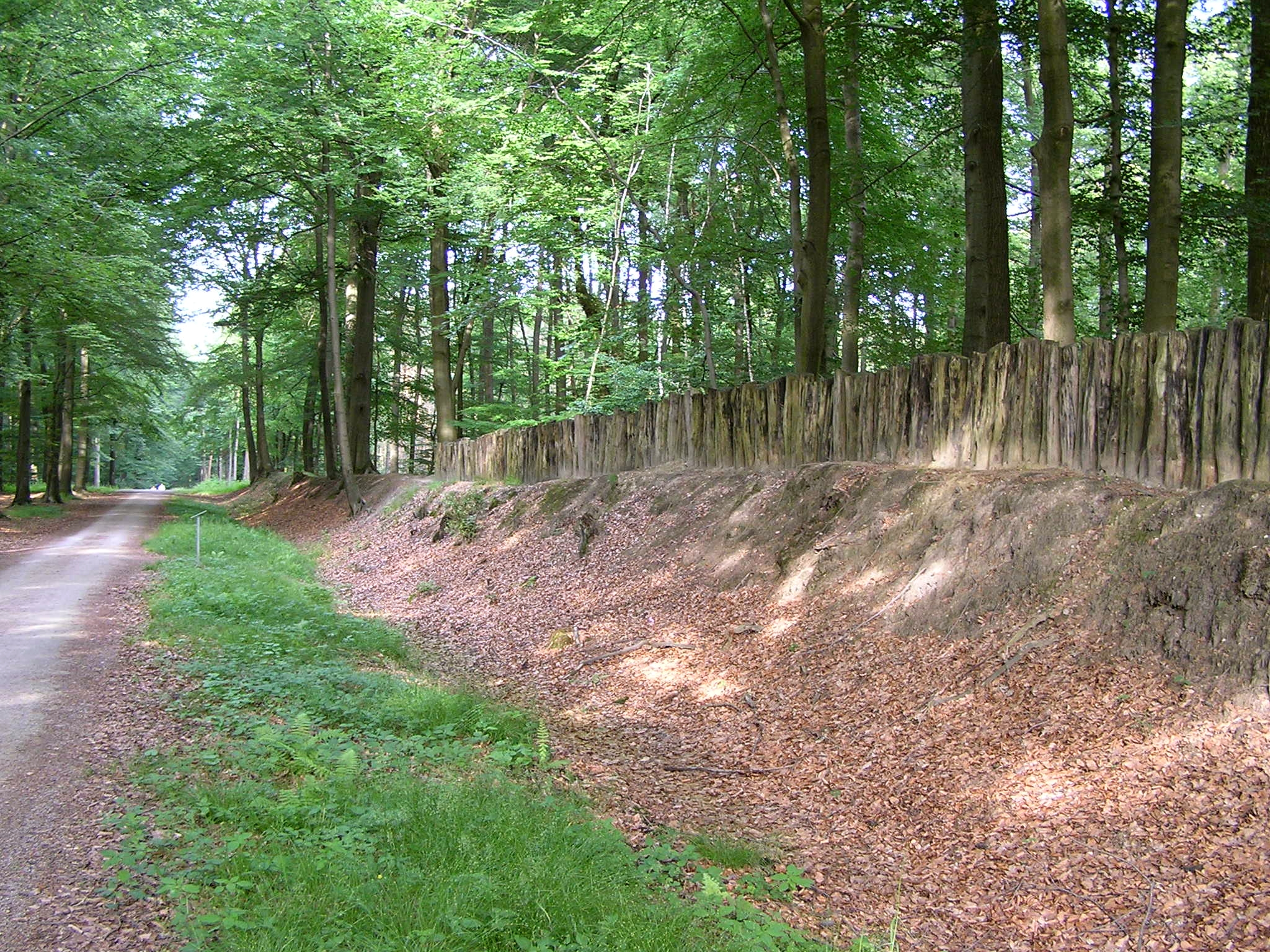
Стіна в зоопарку. На цьому етапі було встановлено близько 50 м палісад, щоб зробити її оригінальною.
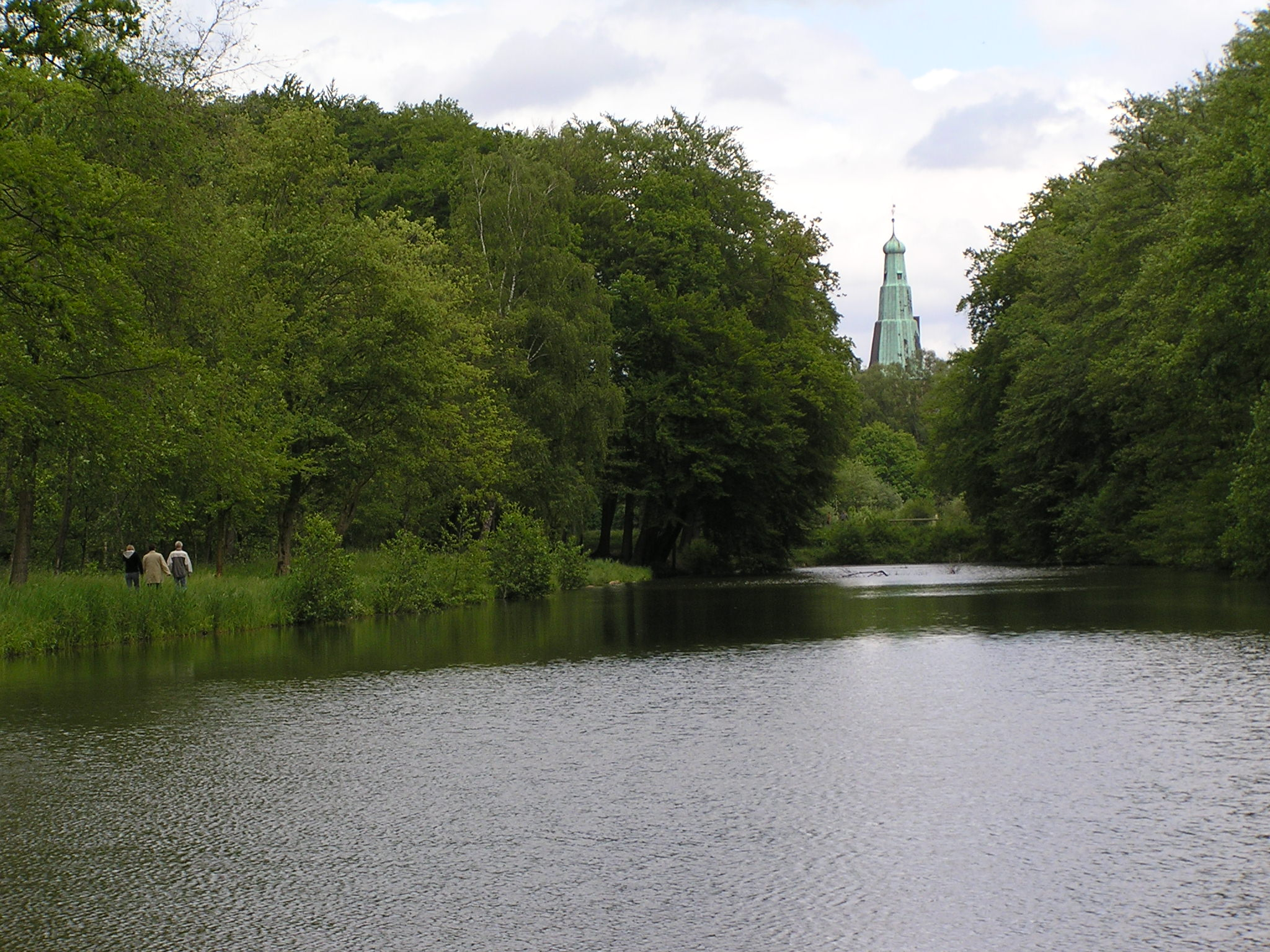
Найважливішим перетворенням в стилі бароко є довгий ставок з центральною віссю, спрямованою на головну вежу.
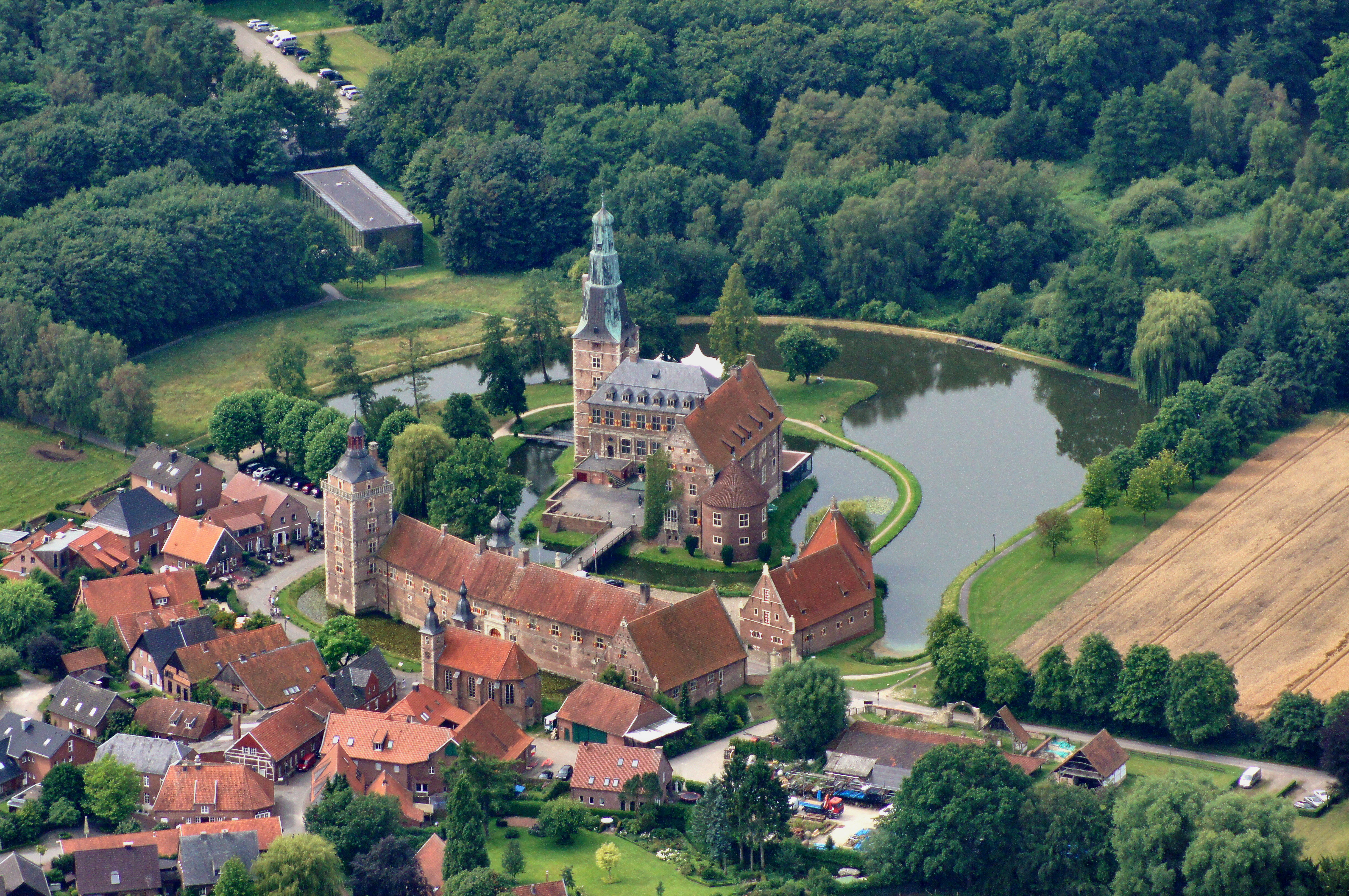
Загальний вигляд з висоти пташиного польоту.
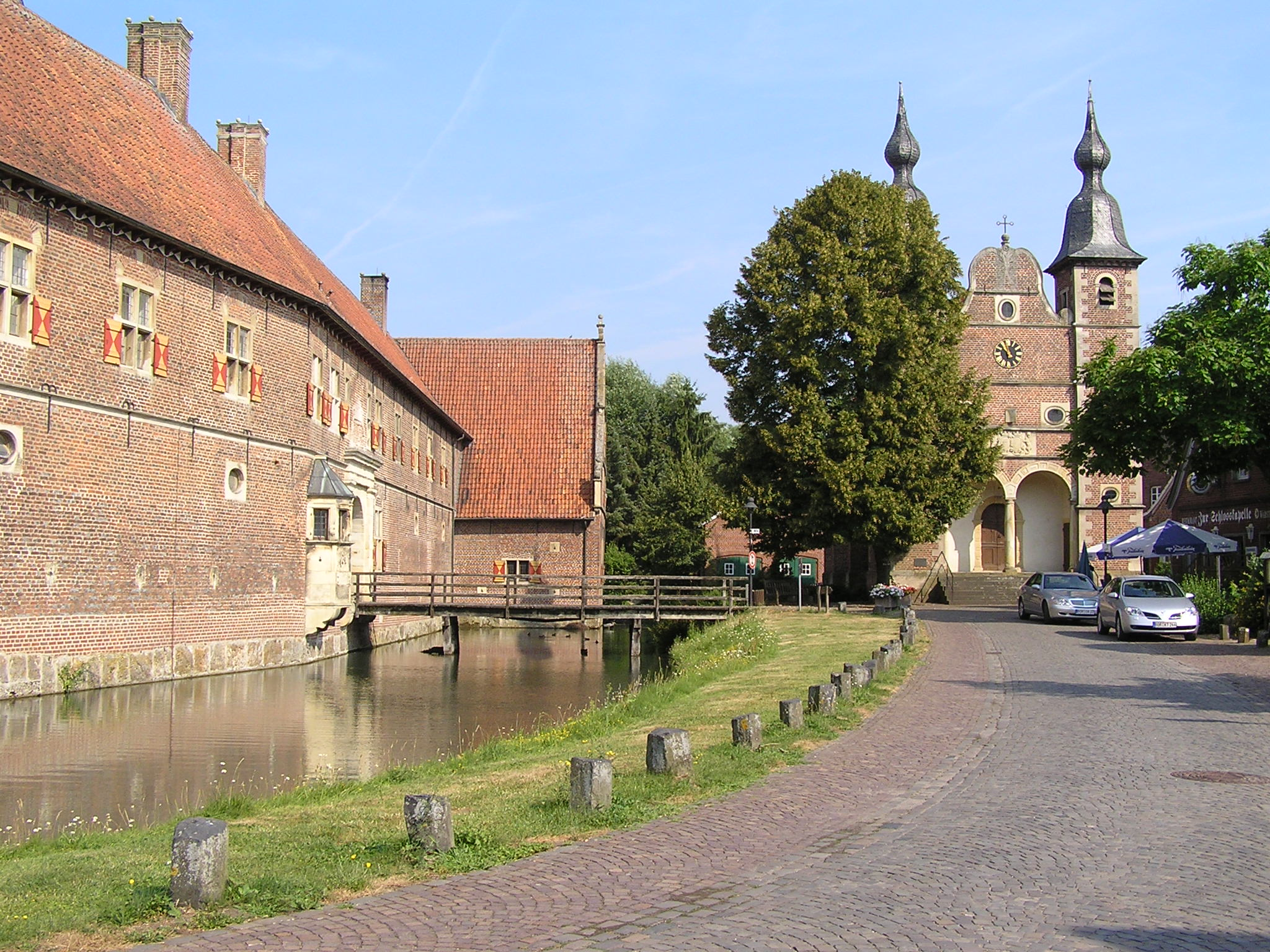
Східна сторона зовнішнього замку та порталу каплиці
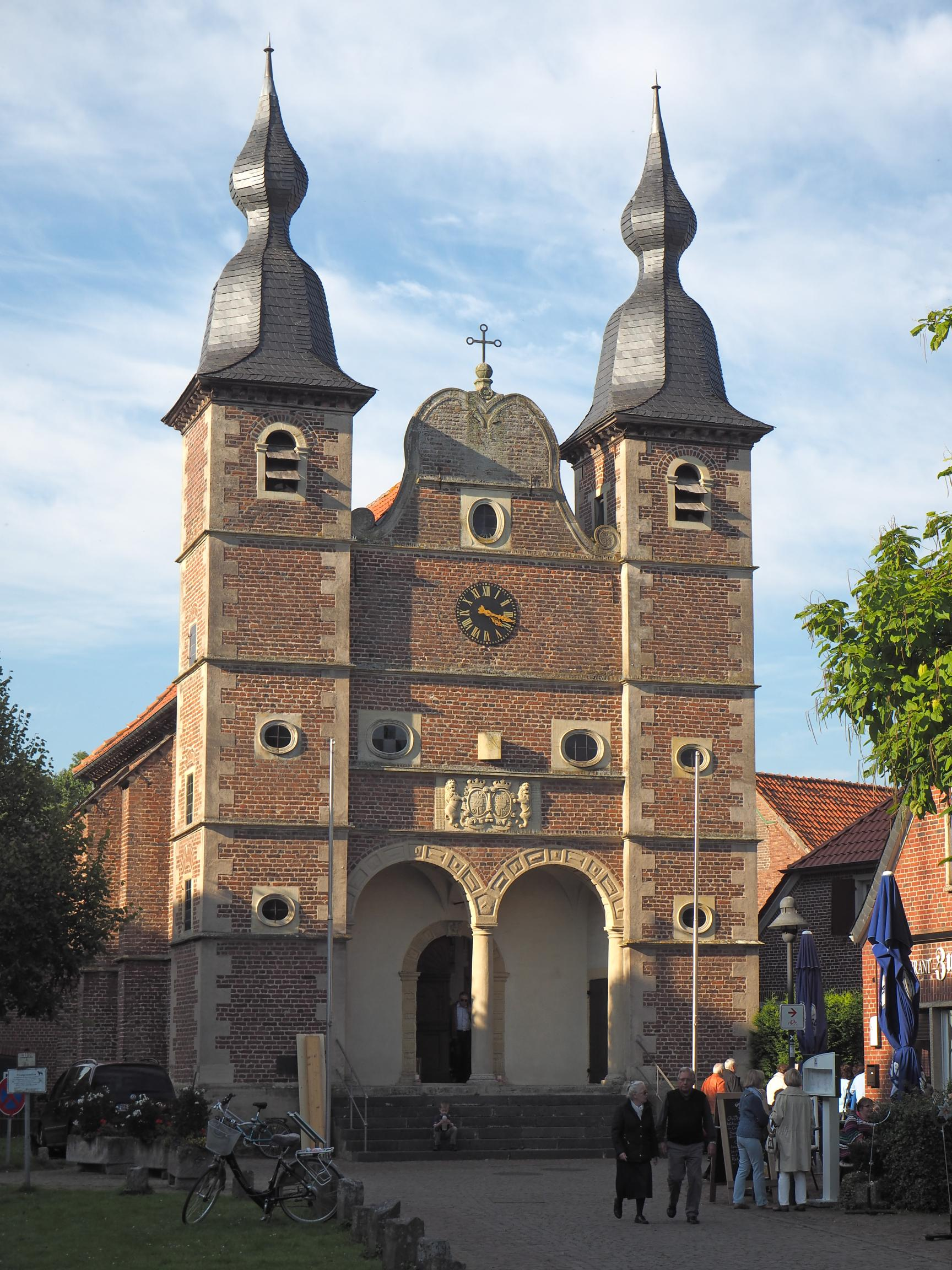
Каплиця при замку
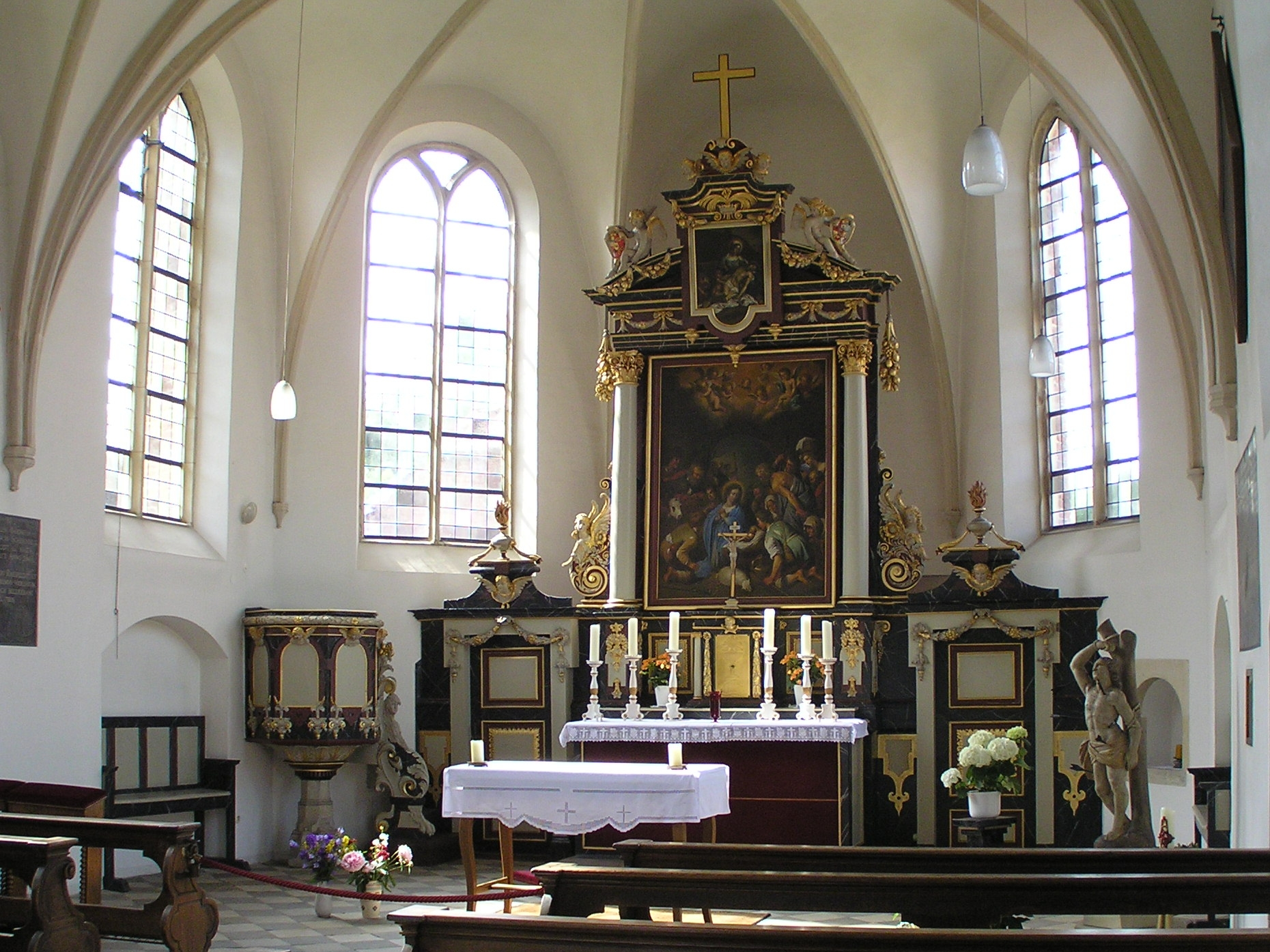
Інтер'єр замкової каплиці з вівтарем в стилі бароко
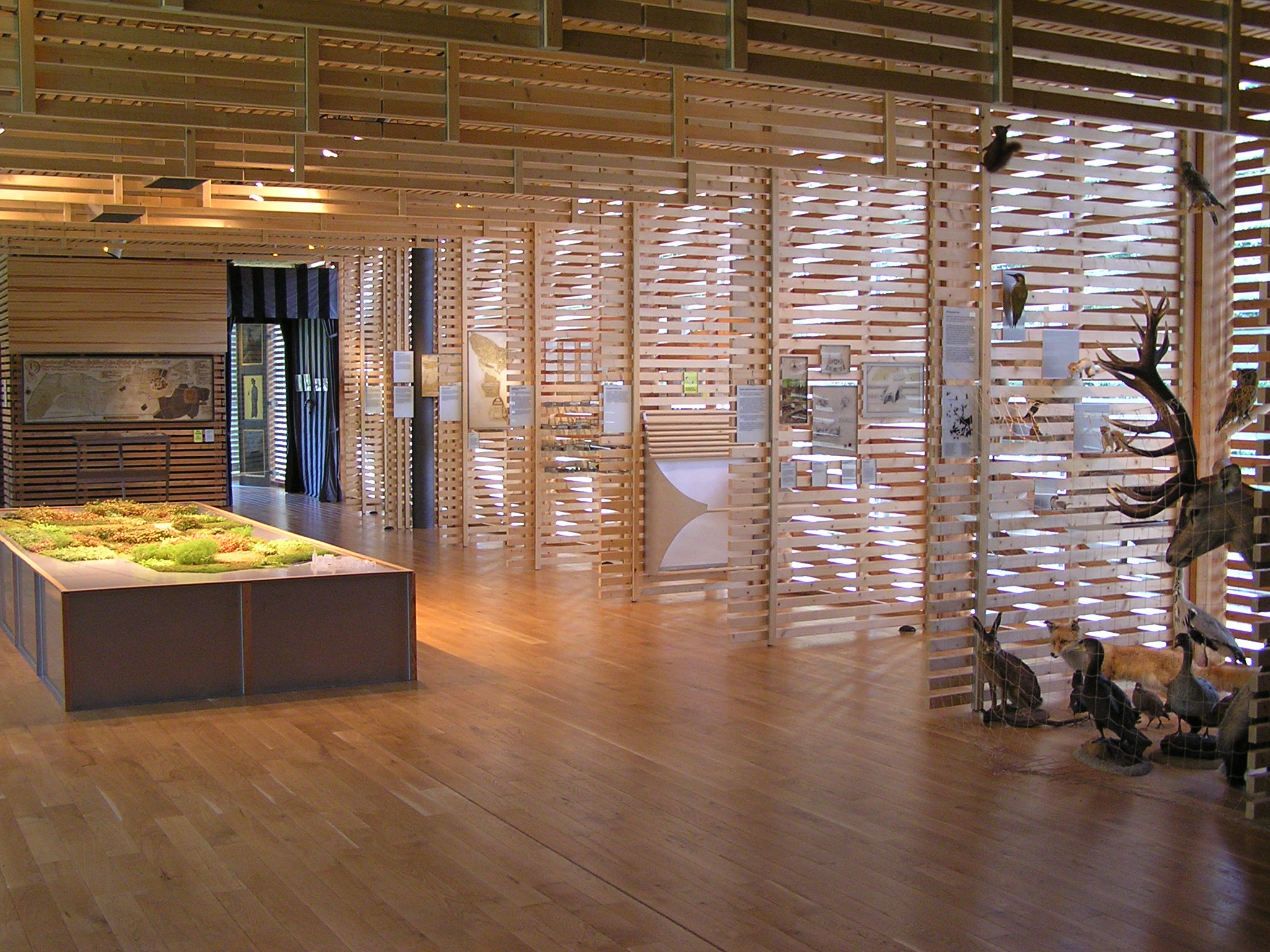
Презентація ландшафтного дизайну — зоопарку в Раесфелді в стилі Ренесансу

## Реставраційні роботи
В 1597 році згоріло горище, тому Олександр I фон Велен з 1604 по 1606 році перебудував замок. Майстром-будівельником був Генріх фон Боркені. Частково зруйнована кругла вежа була перебудована. Роботи «позначено» залізними цифрами «1606» на південній стороні крила. Однак, східну стіну довелося перебудувати ще й в 1614 році, бо сильна гроза зруйнувала її. Східна сторона була вперше прикрашена такими прикрасами, як ріг достатку і герби на фронтах.
В 1646 році як майстер-будівельник був найнятий архітектор Майкл ван Гент. Він народився в 1585 році і жив в Мюнстері. Був запрошений в Рим. Приблизно в 1648 році було завершено будівництво зовнішнього замку і в 1653 році — верхнього замку. Вартість будівництва становила в цілому близько 80 000 рейхстакерів.
В основному в якості будівельного матеріалу використовувалася цегла. Піщаник використовувався для порталів, балок і рам вікон, кутів і прикрас. На початку ХХ століття червоно-білі віконниці і портали були перефарбовані червоною і жовтою фарбою, із зображенням золотого герба Велена. Дахи були покриті червоною черепицею. Дизайн каплиці покійного Майкла ван Гента був змінений на «сучасну форму». Стовпи, круглі арки і бокові башти були розміщені до центральної осі. Візуально утворювали вхідний портал, який вже мав прогнутий фронтон над входом і нагадував форми раннього бароко.
Будівництво каплиці замку було виконано Якобом Шмідтом у 1658 році. Скульптор Дитрих Віхман працював каменярем, а інтер'єр виконав Андреас Петерсен. До наших днів дійшли не повністю збережені картини Франсуа Уолшара. Клаус Обермеллер створив бароковий вівтар Поклоніння Господу. Під святилищем знаходиться сімейна гробниця, в якій похована сім'я Олександра ІІ з Велена.
Після важкого занедбання в 18 і 19 столітті — замок був відремонтований в 1922 і 1930—1932 роках.
З 1950 до 1957 року замок був відновлений від військової шкоди, а інтер'єр замку перероблений. В рамках реконструкції були зняті численні стіни, а нові вікна в північному крилі були зламані. Було зведено три додаткових крила замку в стилі епохи Відродження, які включали — прямокутний двір, нижню галерею з аркадою на подвір'я і вхідну частину в верхній замок з порталом. 1951 року в північному куті між західним і північним крилом було збудовано кухонну частину і відновлено сходи на перший поверх у дворі. Зал лицарів з 1956 року регулярно використовується для концертів і літературних заходів, а також може бути орендований для приватних урочистостей, таких як весілля. Підвал головного замку використовується як ресторан. 1959 року верхівка вежі була обрамлена мідними листами, замість бронзових.

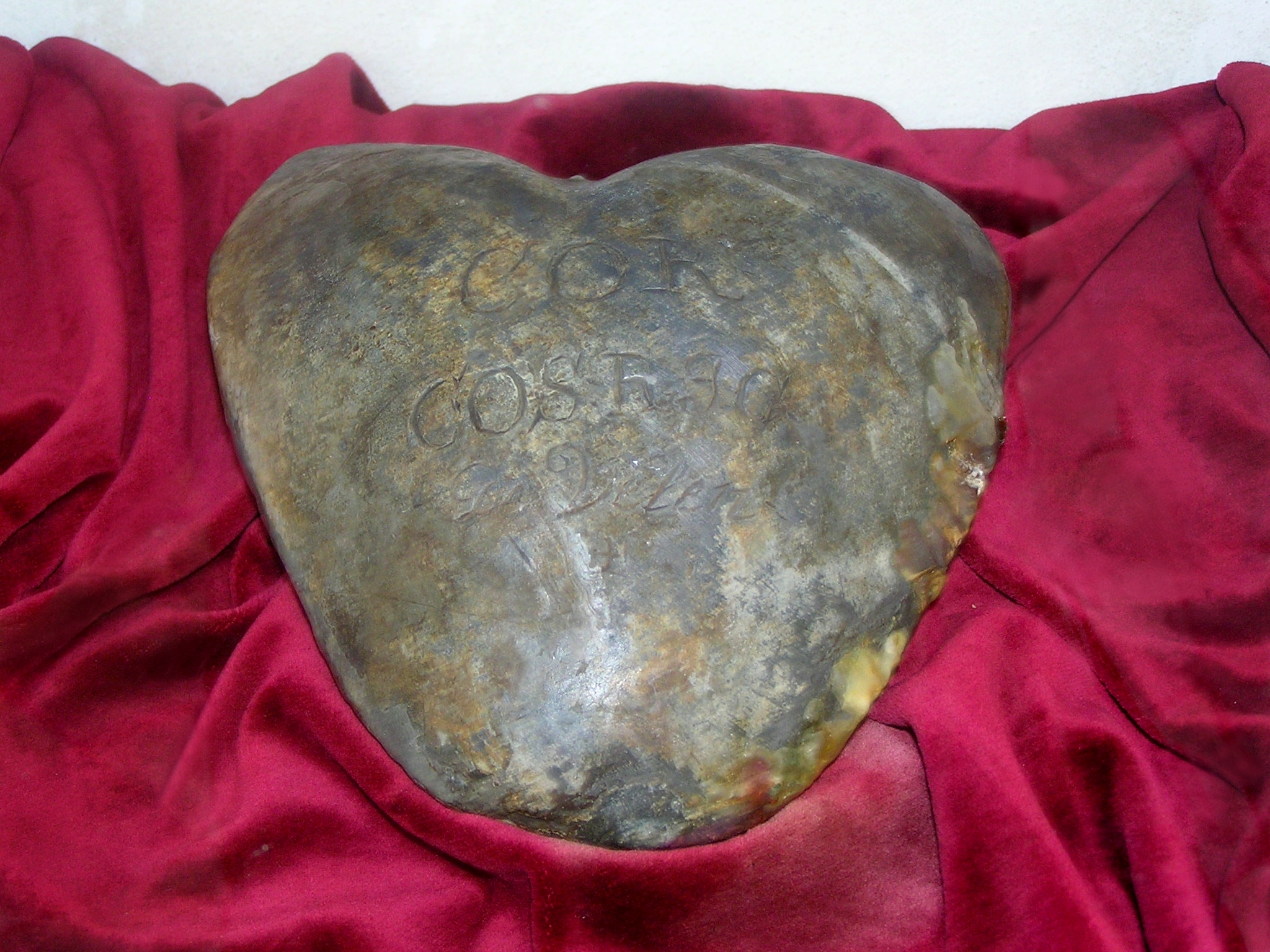
«Свинцеве серце» Кристофа Отто фон Велена

Під час реставраційних робіт 1962 року, було знайдене «Свинцеве серце» Кристофа Отто фон Велена, який помер у 1733 році. Сьогодні воно зберігається в правій частині приміщення хористів. Також зараз каплиця є власністю католицької спільноти Св. Мартина в Расфельді.
Зовнішній вигляд був відновлений в 1980-х роках, а з 1982 року став місцем для подальшого навчального центру зі збереження історичних пам'яток. Сьогодні також є Академією ремесел. Ремісники можуть навчитися там певних історичних ремісничих прийомів. В цілому близько 7000 чоловік щорічно навчаються в Академії ремесел. З 2001 року замок Расфелд в загальному використовується, як центр компетенції, інформації та консультацій.
Фонд Північної Рейн-Вестфалії надає Академії Schloss Raesfeld грант у розмірі 30 000 євро на необхідні реставраційні роботи по комплексу замку. Рішення було прийнято виконавчою радою Фонду Північний Рейн-Вестфалії під керівництвом колишнього міністра економіки Північного Рейну Гаррі Курта Фойгтсбергера в Дюссельдорфі.
У 2000 році Академія почала ретельне відновлення історичного ансамблю. Фонд NRW вже кілька разів брав участь в ремонті об'єкту і десять років тому у виставці в інформаційному центрі зоопарку замку Расфелд. Нинішня субсидія тепер дозволяє реабілітувати фасади західного крила, фасад передньої стіни, сходову вежу і підлогу галереї Стернадутертурма на третій стадії будівництва.
Йоханнес Рерінг особисто виступав за надання федеральних коштів. Архітектор Еберхард Берг наголосив на необхідності в дії: «Складові з піщанику мають величезні збитки, такі як тріщини, відшарування і забруднення. Цегла стіни також сильно пошкоджена».
Під враженням від поїздки Йоханнес Рерінг підвів підсумки: «Йдеться не лише про збереження — як повернути назад минулий вигляд. Швидше, це поєднання збереження його з творчим ставленням до нових ситуацій і можливістю інновацій, що знову і знову вирішує проблему реставратора». Результати робіт на воротах і на західному фасаді є частиною комплексного оновлення, запланованого на 2010—2015 роки історичної будівлі замку, вартість якого становить 1 мільйон євро. Сума для воріт і західного фасаду становить близько 130 000 євро. Федеральний уряд і уряд штатів фінансують проєкт по 22 000 євро кожен. Відсутні 88 000 євро фінансуються за рахунок власних ресурсів.

### Детальний опис реставраційних робіт
1. Фасад
Завдання: Відновити кам'яний фасад головного замку
Були здійсненні такі реставраційні роботи:
- Зароблення тріщин
- Заміна окремих цеглин
- Збереження цінних живописних картин
- Покращення міцності несучих стін
- Оновлення гідроізоляції

2. Дах
Завдання: Відремонтувати черепицю на історичному даху.
Порядок виконання:
- Відновлення соломи
- Покращення водостоку
- Покращення шумоізоляції і гідроізоляції
- Ремонт дерев'яних несучих елементів

3. Вікна
Завдання: Зробити вікна з дерев'яною рамою.
- Ремонт історичних віконних конструкцій
- Покращення композиційного вирішення вікна і віконної створки

4. Камінь
Завдання: Відновити декоративні елементи камнів спеціальним відновлюючим засобом.
- Заміна каменю
- Ремонт конструкцій
- Запобіжні заходи — захист від птахів

5. Декор
Завдання: Відновити флюгери епохи Відродження.
6. Будівництво
Завдання: Відновити підземні труби, системи опалення і каналізаційні труби історичної споруди.
Результат — відновлено всі інженерні комунікації.
7. Мостове будівництво
Завдання: Так як замок Раесфельд має велику кількість мостових конструкцій, у 2009 році був розроблений головний міст — вантажопідйомність якого складала 30 тонн (згідно історичної моделі). Збірна конструкція мосту прилягає до ресторану.
Використано такі інновації:
- Інноваційні мостові фундаменти
- Мостові конструкції з низьким рівнем обслуговування
- Монументальні нові мостові конструкції
- Оновлені конструкції елементів мосту

8. Ресторан
Завдання: Реконструкція підвалу західного крила
Результат:
- Підвищення цінності історичної архітектури
- Модернізація всієї будівельної технології
- Доступність підвалу для експлуатації в якості ресторану

9. Кухня
Завдання: Створити кухню ресторану з новим плануванням кухонних блоків, холодильних складів і нової концепції спільної вентиляції і витяжки через історичні димоходи.
Результат:
- Розроблено новий дизайн кухні
- Використано історично-сумісні матеріали в інтер'єрах
- Візуалізація історичних архітектурних знахідок в кухні — скляна архітектура, оглядові колодязі

10. Інтер'єр кімнат
Завдання: Реконструкція дизайну інтер'єру вежі, яка використовується тепер як весільна кімната.
Результат: Простір присвячений цілеспрямованому святкуванню. Цінні меблі і барокова ліпнина доповнюють один одного. Був зроблений ремонт історичних дерев'яних полів; реставрація історичних декорацій.

11. Кімната викладання
Завдання: Термічна оптимізація класів з різноманітними варіантами дизайну.
Зроблені такі роботи:
- Внутрішня ізоляція в конструкціях
- Внутрішня ізоляція з використанням історичних будівельних матеріалів та екологічно безпечних будівельних матеріалів
- Внутрішня штукатурка з вапна і глини.

## Сучасний стан
Відновлення замку почалось в 2004 році. Сьогодні повністю відновлено і активно експлуатується.
Навесні 2005 року був відкритий інформаційний і туристичний центр Tiergarten Schloss Raesfeld. Сучасна будівля, спроєктована архітектурною фірмою Farwick + Grote aus Ahaus, має дерев'яну конструкцію із заскленим фасадом. 
Нагорі — природний і культурно-історичний виставковий огляд території — зоопарк Расфельд в стилі Ренесансу. Він присвячений історії замку і зоопарку. На експозиціях показані документи, макети та карти, а також, герб Олександра II з Велена і його дружини. Прилади для полювання на тварин і мініатюрна модель зоопарку з живих рослин — служать ілюстративними експонатами.  На першому поверсі замку пропонуються практичні навчальні семінари з природної та екологічної освіти для всіх вікових груп. Сусідній зал — «Форуму Расфельда», який пропонує лекції, конференції та семінари, наприклад, з питань охорони навколишнього середовища та природокористування, сільського та лісового господарства.